# San Massimo (Italia)
San Massimo è un comune italiano di 825 abitanti della provincia di Campobasso in Molise.

## Geografia fisica
Si trova nell'Appennino sannita, sulle pendici orientali del Matese.

## Storia
Il centro antico si sviluppò nel XII secolo con la fondazione della badia di San Nicola (X secolo) e la costruzione di un castello.
A seguito del terremoto del 1805 Il centro abitato subì molti danni; il castello e la chiesa parrocchiale furono distrutti e solo quest'ultima fu ricostruita in forme neoclassiche.
Oggi San Massimo è meta turistica invernale per lo sci a Campitello Matese ed estiva per la frescura naturale dei luoghi .

### Simboli
Lo stemma è d'azzurro, al busto di san Massimo, su una base d'oro, posta su campagna dello stesso.
Il santo è raffigurato con il braccio destro piegato nell'atto di benedire,  con la mano sinistra regge un libro e il pastorale; la figura è  ispirata a un reliquiario ligneo del santo che rispecchia una tipologia di uso strettamente devozionale molto diffusa nel secolo XVII. Il gonfalone è un drappo di azzurro.

## Monumenti e luoghi d'interesse

### Chiesa di San Michele Arcangelo
Fu eretta definitivamente nel 1656 per liberare il popolo dalla peste. Distrutta nel 1805, fu costruita in forme neoclassiche. La facciata a capanna conserva il portale con cornice rinascimentale. Il campanile è a torre.

### Casale La Romanella
In passato era una casa fortificata nobiliare, usata come taverna ducale. Oggi è un agriturismo di importanza nella zona. La casa ha una torretta di controllo sulla facciata, circolare.

## Sport

### Ciclismo
La frazione Campitello Matese è stata più volte arrivo di tappa del Giro d'Italia:
- 1988: 6ª tappa, vinta da Franco Chioccioli.
- 1994 (25 maggio): 4ª tappa, vinta dal russo Evgenij Berzin.
- 2002 (23 maggio): 11ª tappa, vinta da Gilberto Simoni.
- 2015 (16 maggio): 8ª tappa.

## Società

### Evoluzione demografica
Abitanti censiti

## Amministrazione
Di seguito è presentata una tabella relativa alle amministrazioni che si sono succedute in questo comune.
| Periodo          | Periodo          | Primo cittadino          | Partito                            | Carica               | Note        |
| ---------------- | ---------------- | ------------------------ | ---------------------------------- | -------------------- | ----------- |
| 1º luglio 1988   | 6 maggio 1993    | Salvatore Muccilli       | Democrazia Cristiana               | Sindaco              | [ 5 ]       |
| 16 giugno 1993   | 7 gennaio 1996   | Michele Zuccarino        | lista civica                       | Sindaco              | [ 5 ]       |
| 28 aprile 1997   | 14 maggio 2001   | Ennio Manfredi Selvaggi  | mov.soc.tricolore                  | Sindaco              | [ 5 ]       |
| 14 maggio 2001   | 23 dicembre 2002 | Luigi Manfredi Selvaggi  | lista civica                       | Sindaco              | [ 5 ]       |
| 27 maggio 2003   | 4 dicembre 2006  | Salvatore Muccilli       | lista civica                       | Sindaco              | [ 5 ]       |
| 28 maggio 2007   | 7 maggio 2012    | Alfonso Leggieri         | lista civica                       | Sindaco              | [ 5 ]       |
| 7 maggio 2012    | 15 luglio 2012   | Salvatore Micone         | lista civica San Massimo nel cuore | Sindaco              | [ 5 ]       |
| 17 luglio 2012   | 27 maggio 2013   | Nicolino Bonanni         |                                    | Comm. straordinario  | [ 5 ]       |
| 27 maggio 2013   | 9 novembre 2015  | Fulvio Manfredi Selvaggi |                                    | Sindaco              | [ 5 ] [ 6 ] |
| 30 novembre 2015 | 5 giugno 2016    | Alfonso Leggieri         |                                    | Vicesindaco reggente | [ 5 ]       |
| 5 giugno 2016    | 4 ottobre 2021   | Alfonso Leggieri         | lista civica San Massimo unita     | Sindaco              | [ 5 ]       |
| 4 ottobre 2021   | in carica        | Alfonso Leggieri         | lista civica San Massimo unita     | Sindaco              | [ 5 ]       |